# Терса (железнодорожная станция, Саратовская область)
Терса — железнодорожная станция в Вольском районе Саратовской области в составе Терсинского муниципального образования.

## География
Находится на расстоянии примерно 3 километров по прямой на восток-северо-восток от восточной окраины районного центра города Вольск. Практически со всех сторон территория населенного пункта окружена территорией села  Терса.

## Население
Население составляло 113 человек в 2002 году (96% русские),  95 в 2010.